# Клиентела
Клиентела са наричани свободни граждани в Древен Рим, които са малоимотни или безимотни. Срещу издръжка, получена от богати римляни, всеки клиент е бил задължен правно и морално да подпомага своя патрон, например да гласува за него на избори, да го придружава при пътувания и други.
Производни понятия, които се използват понастоящем, са клиентелизъм и клиентелистки.